# Yutaka Aihara
Yutaka Aihara född den 18 december 1970 i Gunma, Japan, är en japansk gymnast.
Han tog OS-brons i lagmångkampen i samband med de olympiska gymnastiktävlingarna 1992 i Barcelona.